# Polygonum striatulum
Polygonum striatulum là một loài thực vật có hoa trong họ Rau răm. Loài này được B.L. Rob. miêu tả khoa học đầu tiên năm 1904.